# Vlajka Chantymansijského autonomního okruhu – Jugry

Vlajka Chantymansijského autonomního okruhu – Jugry
Poměr stran: 1:2

Vlajka Chantymansijského autonomního okruhu – Jugry, jednoho z autonomních okruhů Ruské federace, který je součástí Ťumeňské oblasti, je tvořena listem o poměru stran 1:2 se dvěma vodorovnými pruhy – modrým a zeleným, které jsou doplněné o svislý, bílý proužek (o šířce 1/20 délky vlajky) při vlajícím okraji.
V modrém pruhu, u horního rohu je (ve vzdálenosti 1/4 délky vlajky od žerdi) stylizovaná, bílá koruna ze znaku okruhu, ve tvaru národního ornamentu – parohů soba polárního (Rangifer tarandus) – ve zdroji uveden Jelen severní.

## Symbol parohů
Stejný či podobný symbol parohů jako na vlajce Chantymansijského autonomního okruhu je i na vlajce Ťumeňské oblasti, které je okruh součástí nebo na vlajce Jamalo-něneckého autonomního okruhu, který je také součástí Ťumeňské oblasti. Dále je tento symbol na vlajce Něneckého autonomního okruhu, který je součástí  Archangelské oblasti.

Vlajka Ťumeňské oblasti Poměr stran: 2:3
Vlajka Jamalo-něneckého autonomního okruhu Poměr stran: 2:3
Vlajka Něneckého autonomního okruhu Poměr stran: 2:3

## Historie
Chantymansijský autonomní okruh – Jugra vznikl 10. prosince 1930 jako Osťako-Vogulský národnostní okruh. Na pozdější název byl přejmenován 23. října 1940. V sovětské éře okruh neužíval žádnou vlajku. 14. září 1995 přijala, usnesením č. 28, duma autonomního okruhu zákon č. 8-oz „O znaku a vlajce Chantymansijského autonomního okruhu”. 20. září tento zákon podepsal gubernátor Alexandr Vasiljevič Filipenko. 25. července 2003 přibylo k názvu okruhu slovo „Jugra“.

## Vlajky okruhů a rajónů Chantymansijského autonomního okruhu – Jugry

Rajóny Chantymansijského autonomního okruhu – Jugry

Chantymansijský autonomní okruh – Jugra se člení na 13 městských okruhů a 9 rajónů.
Městské okruhy

Kogalym Poměr stran: 2:3
Langepas Poměr stran: 1:2
Megion Poměr stran: 2:3
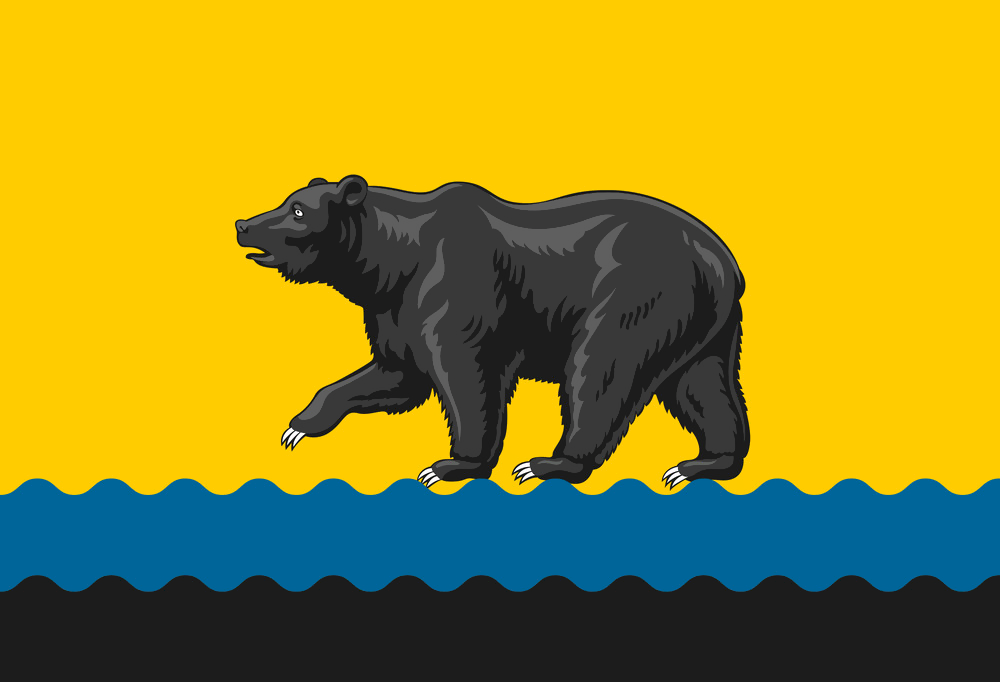
Něftějugansk Poměr stran: 2:3
Nižněvartovsk Poměr stran: 2:3
Ňagaň Poměr stran: ~2:3
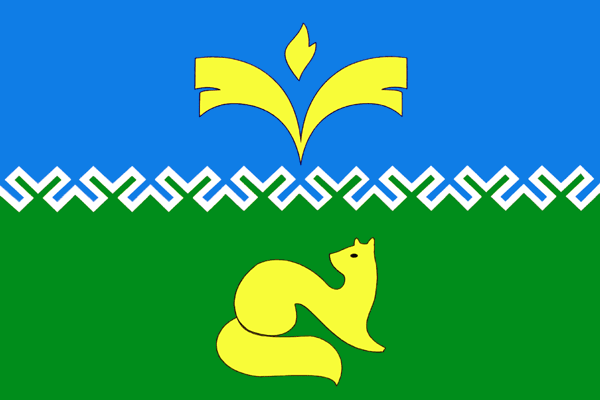
Pokači Poměr stran: 2:3
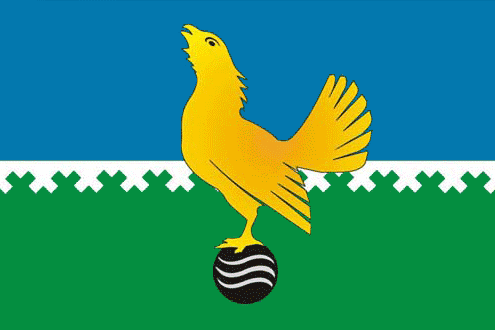
Pyť-Jach Poměr stran: 2:3
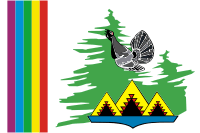
Radužnyj Poměr stran: 2:3
Surgut Poměr stran: 2:3
Uraj Poměr stran: 2:3
Chanty-Mansijsk Poměr stran: 2:3
Jugorsk Poměr stran: 2:3

Rajóny

Belojarský rajón (1)
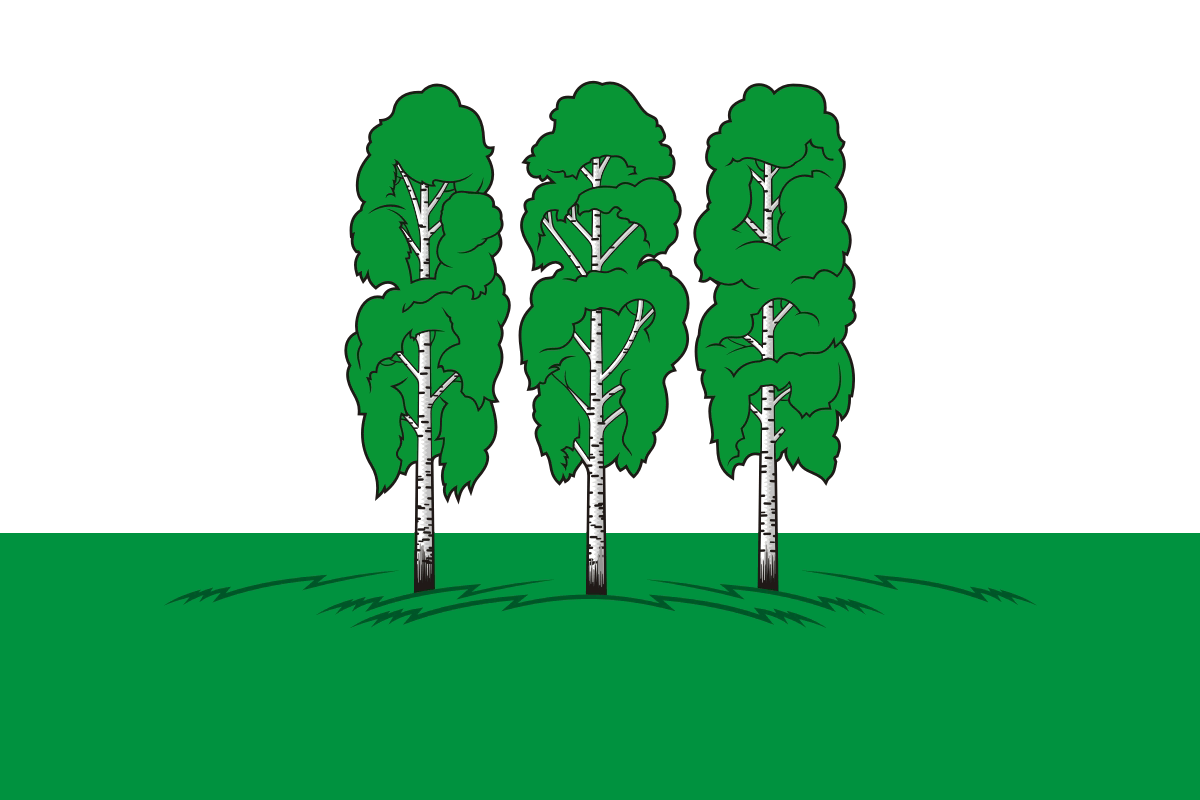
Berjozovský rajón (2) Poměr stran: 2:3
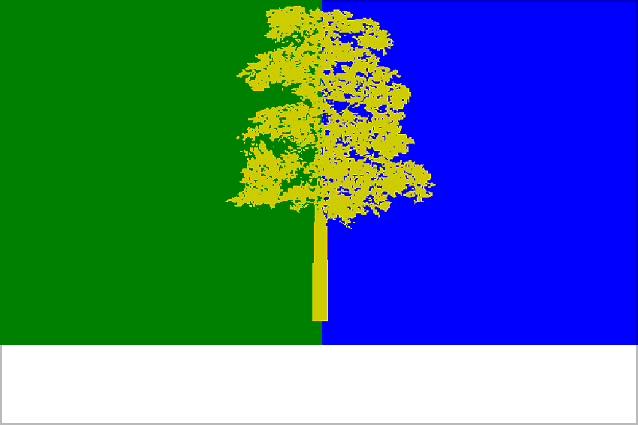
Kondinský rajón (3) Poměr stran: 2:3
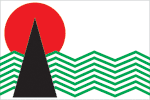
Něftějuganský rajón (4) Poměr stran: 2:3
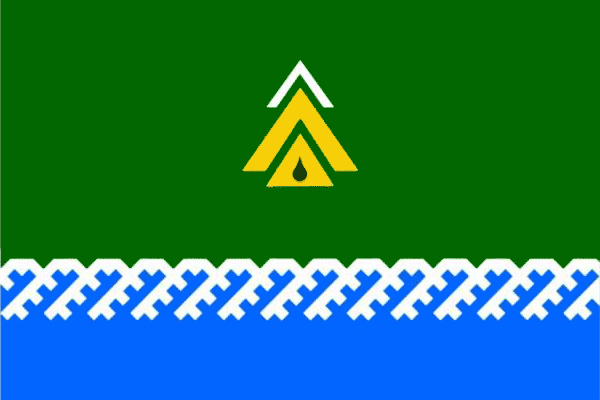
Nižněvartovský rajón (5) Poměr stran: 2:3
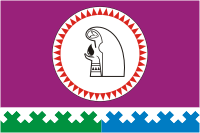
Oktjabrský rajón (6) Poměr stran: 2:3
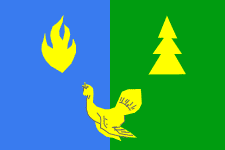
Sovětský rajón (7) Poměr stran: 2:3
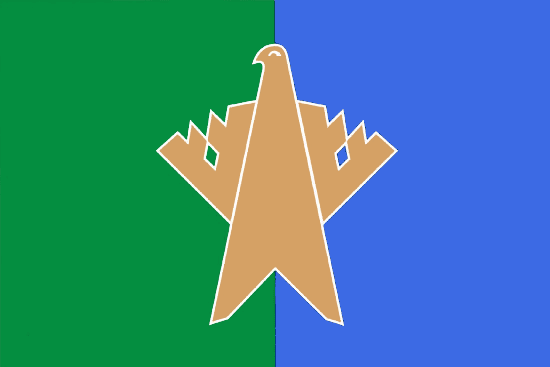
Surgutský rajón (8) Poměr stran: 2:3
Chantymansijský rajón (9) Poměr stran: 1:2